# Lindmania stenophylla
Lindmania stenophylla är en gräsväxtart som beskrevs av Lyman Bradford Smith. Lindmania stenophylla ingår i släktet Lindmania och familjen Bromeliaceae. Inga underarter finns listade i Catalogue of Life.